# Phare de Recife
Le Phare de Recife (en portugais : Farol do Recife)  est un phare situé sur le brise-lames sud du port de Recife, dans l'État du Pernambouc - (Brésil).
Ce phare est la propriété de la Marine brésilienne  et il est géré par le Centro de Sinalização Náutica e Reparos Almirante Moraes Rego (CAMR) au sein de la Direction de l'Hydrographie et de la Navigation (DHN).

## Histoire
Vers l'an 1590, les Portugais ont construit le Fort de São Francisco da Barra sur des récifs face à la ville de Recife, pour protéger d'accès au port, qu'ils appelaient Castelo do Mar ou Forte Laje do Picãoo.
Pendant l'occupation néerlandaise de Pernambuco, entre 1630 et 1654, les Hollandais utilisèrent le Fort comme station de signalisation pour leurs navires, et dans les années qui ont suivi l'expulsion des Hollandais, le phare continua d'envoyer des signaux pour faciliter la navigation.
En 1817, le fort fut totalement en ruine. Le roi João VI du Portugal décida d'y reconstruire un phare qui fut inauguré le 1er février 1822.
Le 30 septembre 1931, parce qu'il était considéré comme trop désuet, le phare fut démantelé. Mais, un an plus tard, en 1932, il a été réactivé avec l'installation d'une nouvelle lanterne de 500 mm. Six ans plus tard, en 1938, il a été transféré sur une tour située dans le bâtiment de la Capitaine des Ports de l'État de Pernambuco, où il est resté actif pendant sept ans.
En septembre 1945, il fut de nouveau transféré dans la vieille tour du Castelo doMar, et équipé d'une lanterne acrylique moderne.
Ce phare actuel est une tourelle octogonale en maçonnerie, montée sur une tourelle carrée, de 18 m de haut. Il porte quatre arêtes verticales de renfort. La tourelle est peinte en blanc avec une bande horizontale rouge. Le phare émet, à une hauteur focale de 90 m, deux éclats blancs par période de 35 secondes. Sa portée maximale est d'environ 85 kilomètres.
Le phare de Recife apparaît dans les blasons de Recife et de Pernambuco, en reconnaissance de son importance dans la défense de la ville.
Identifiant : ARLHS : BRA087 ; BR1304 - Amirauté : G0204 - NGA : 110-17920 .

## Caractéristique dufeu maritime
- Fréquence sur 12 secondes :
  - Lumière : 0.4 seconde
  - Obscurité : 3.6 secondes
  - Lumière : 0.4 seconde
  - Obscurité : 7.6 secondes

### Lien connexe
- Liste des phares du Brésil